# Eiche (Ahrensfelde)
Eiche ist ein Dorf im brandenburgischen Landkreis Barnim. Es liegt unmittelbar an der nordöstlichen Stadtgrenze von Berlin. Seit 2003 ist die ehemals selbstständige Gemeinde ein Ortsteil der Gemeinde Ahrensfelde.

## Geografie

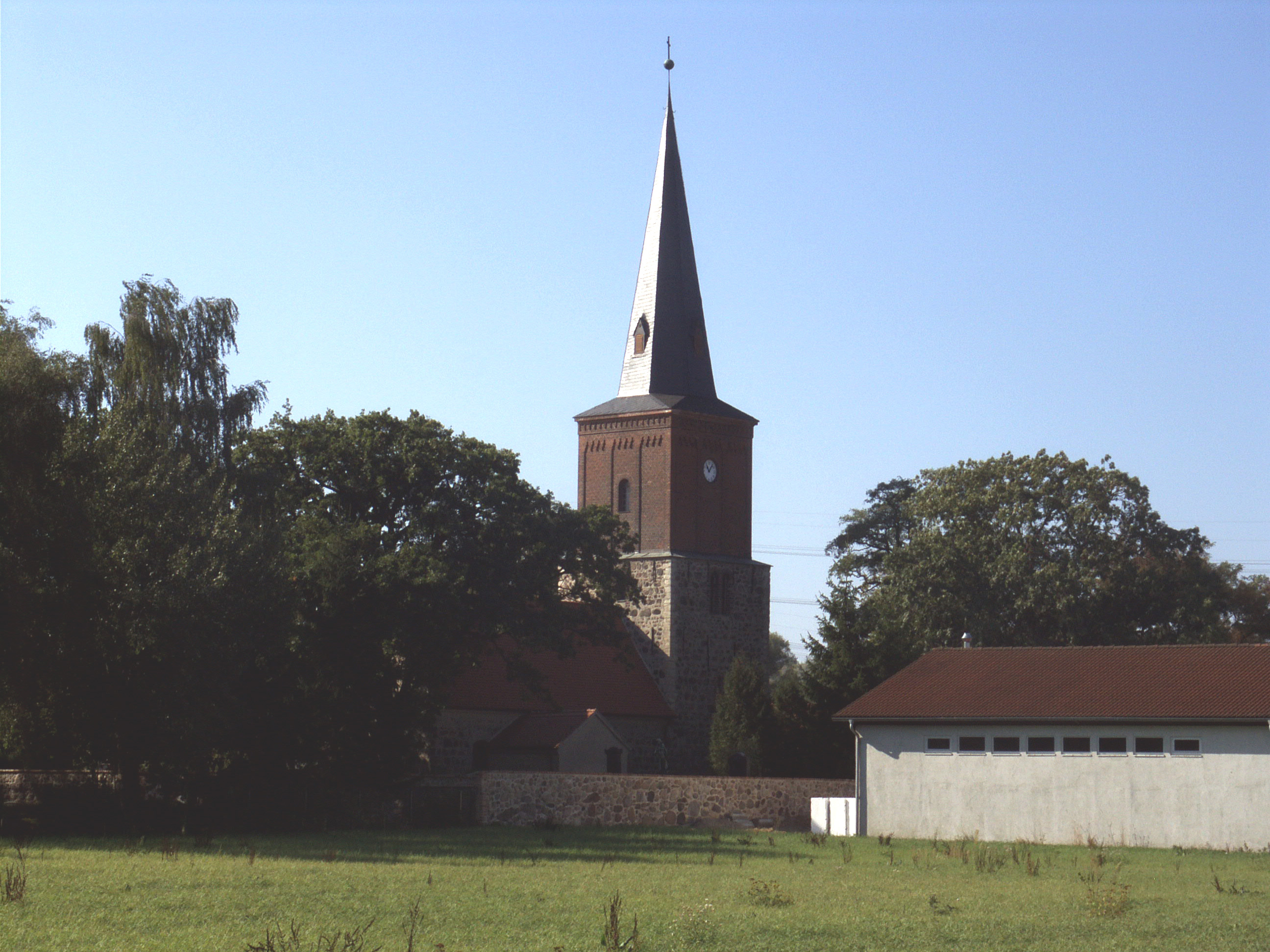
Turm der Dorfkirche

Der Ort Eiche besteht aus folgenden Ortsteilen:
- Eiche (Dorf)
- Eiche Süd A
- Eiche Süd B
- Hoheneiche
- Mehrower Spitze

## Geschichte
Der Ort wurde erstmals 1375 im Landbuch Karls IV. urkundlich erwähnt. Vor allem die noch gut erhaltenen Strukturen eines Angerdorfes weisen allerdings auf eine noch frühere Besiedlung des Ortes hin. Der ursprüngliche Name war Bredereiche oder Bredereike, der in der frühen Neuzeit zu ‚Eiche‘ verkürzt wurde.
In den 1930er Jahren wurde er von Einwohnern der benachbarten Stadt Berlin zunehmend für den vorstädtischen Wohnungsbau erschlossen. In dieser Zeit entstanden die Wohnkolonien Hoheneiche, Eiche Süd-A und Eiche Süd-B. Seit den 1990er Jahren dient das Einkaufszentrum KaufPark Eiche der Nahversorgung für die Berliner Ortsteile Marzahn und Hellersdorf.    
Im Zuge der kommunalen Neuordnung Brandenburgs schloss sich die Gemeinde Eiche am 26. Oktober 2003 mit den Gemeinden Ahrensfelde, Blumberg, Lindenberg und Mehrow zur Gemeinde Ahrensfelde-Blumberg zusammen, die am 1. Oktober 2004 in Ahrensfelde umbenannt wurde.

## Wappen
Das Wappen von Eiche zeigt einen goldenen Eichenzweig mit fünf goldenen Blättern und fünf silbernen Eicheln auf grünem Grund.
Die fünf Blätter symbolisieren die Ortsteile Eiche-Dorf, Hoheneiche, Mehrower Spitze, Eiche Süd A und Eiche Süd B der ehemals eigenständigen Gemeinde. Die Struktur des Zweiges mit drei nach rechts (vom Betrachter) zeigenden Blättern soll an ein ‚E‘ als den Anfangsbuchstaben des Ortsnamens erinnern.
Nachdem die damalige Gemeinde Eiche schon in den 1930er Jahren ein Wappen beantragt hatte, dessen Entwürfe heute nicht mehr bekannt sind, wurde Ende der 1990er Jahre durch den Erfurter Heraldiker Frank Diemar das heutige Wappen gestaltet. Es wurde im Jahre 2000 angenommen und bestätigt.

## Wirtschaft
Im Osten des Ortes befindet sich der Solarpark Eiche.

## Verkehr
Durch Eiche verläuft die Landesstraße L 311. Südlich begrenzt ist Eiche von der Landsberger Chaussee, die auch als Autobahnzubringer zur Anschlussstelle Berlin-Marzahn der A 10 dient. Nördlich entlang des Dorfes verläuft die Mehrower Straße, über die man nach Mehrow und zur B 158 gelangt, die auch als Autobahnzubringer fungiert – zur Anschlussstelle Berlin-Hohenschönhausen der A 10.
Durch Eiche verläuft die Buslinie 901 der Barnimer Busgesellschaft. Auch verkehrt hier die Berliner Buslinie 390, betrieben durch die BVG.

## Sehenswürdigkeiten
- Evangelische Kirche Eiche: Der Turm der Dorfkirche prägt das Ortsbild